# Michal Borguľa
Michal Borguľa (* 21. června 1945) byl slovenský a československý politik, před rokem 1989 komunistický funkcionář, po sametové revoluci poslanec Sněmovny lidu a Sněmovny národů Federálního shromáždění za Komunistickou stranu Slovenska, později za Stranu demokratické levice.

## Biografie
Za normalizace se k roku 1988 v zahraničních pramenech uvádí coby funkcionář KSS a místopředseda Krajského národního výboru pro Západoslovenský kraj. V této funkci byl od ledna 1986.
Ve volbách roku 1990 zasedl do Sněmovny lidu (volební obvod Západoslovenský kraj) za KSS, která v té době byla ještě slovenskou územní organizací celostátní Komunistické strany Československa (KSČS). Postupně se ale osamostatňovala a na rozdíl od sesterské strany v českých zemích se transformovala do postkomunistické Strany demokratické levice, do jejíhož klubu přešel. Ve volbách roku 1992 přešel za SDĽ do slovenské části Sněmovny národů. Ve Federálním shromáždění setrval do zániku Československa v prosinci 1992.
V roce 1995 se před nadcházejícím 3. sjezdem SDĽ zmiňuje jako jeden z možných kandidátů na předsedu strany. Po odchodu z parlamentu působil jako viceguvernér Eximbanky.
V roce 2008 se ve slovenském tisku zmiňují jeho synové Martin a Michal jako podnikatelé blízcí straně SMER.